# Volutellaria acaroides
Volutellaria acaroides är en svampart som först beskrevs av Pier Andrea Saccardo, och fick sitt nu gällande namn av Pier Andrea Saccardo 1886. Volutellaria acaroides ingår i släktet Volutellaria, divisionen sporsäcksvampar och riket svampar.   Inga underarter finns listade i Catalogue of Life.